# Evangelicalisme

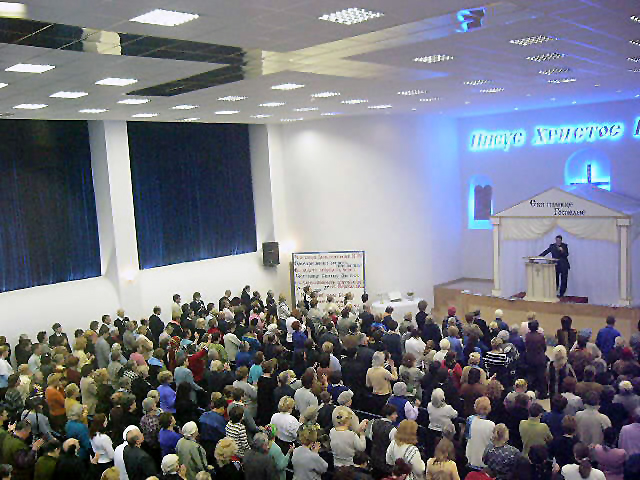
Església evangèlica a Rússia.

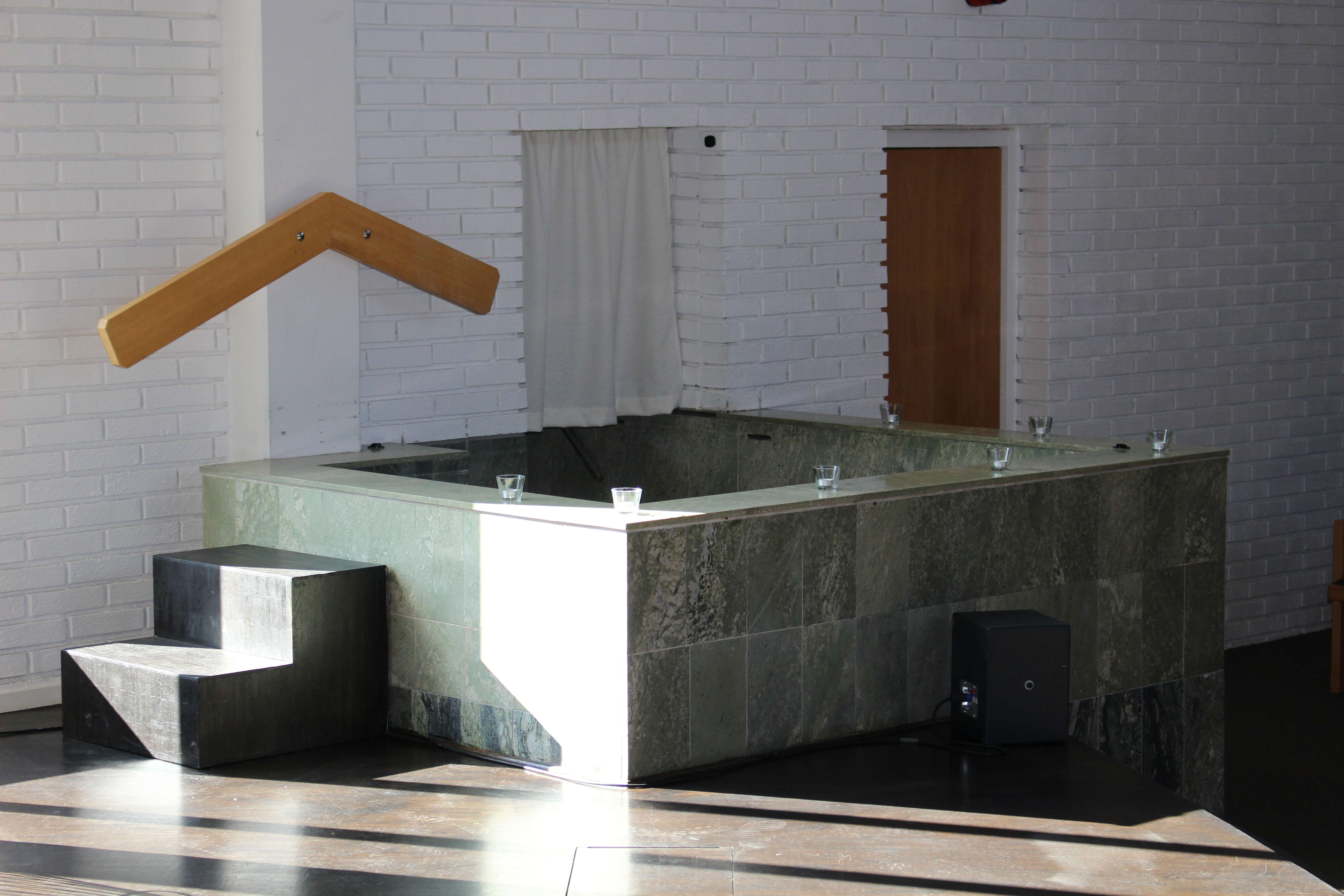
Baptisteri a l'església pentecostal (Pingstförsamlingen) a Västerås, a Suècia, 2018.

L'evangelicalisme, el cristianisme evangèlic o el protestantisme evangèlic fins i tot evangelisme és un moviment dins del cristianisme protestant que promou que l'essència de l'⁣evangeli consisteix en la doctrina de la salvació per la gràcia a través de la sola fe en l'expiació de Jesucrist. Els evangèlics creuen en la centralitat de la conversió o en l'⁣experiència de tornar a néixer quan es rep la salvació, en l'autoritat de la Bíblia com la revelació de Déu a la humanitat i en la difusió del missatge cristià. Hi ha uns 630 milions de fidels a tot el món.
L'adhesió a la doctrina de l'església de creients és una característica comuna de la definició d'una església evangèlica en el sentit específic.
Una de les definicions acceptades de l'evangelicalisme és la proposta per l'historiador David Bebbington. Bebbington apunta quatre aspectes distintius de la fe evangèlica: conversionisme, biblicisme, crucicentrisme (i resurrecció de Jesús) i activisme que, segons ell, formen un quadrilàter de prioritats que són la base de l'evangelicalisme.
La principal distinció entre esglésies evangèliques i esglésies protestants històriques, tot i tenir un origen similar, és la doctrina de l'⁣església de creients, encara que hi ha una “veta evangèlica” més àmplia en el protestantisme. Les esglésies protestants tenen predominantment una teologia liberal mentre que les esglésies evangèliques tenen predominantment una teologia conservadora, fonamentalista o moderada.

## Etimologia

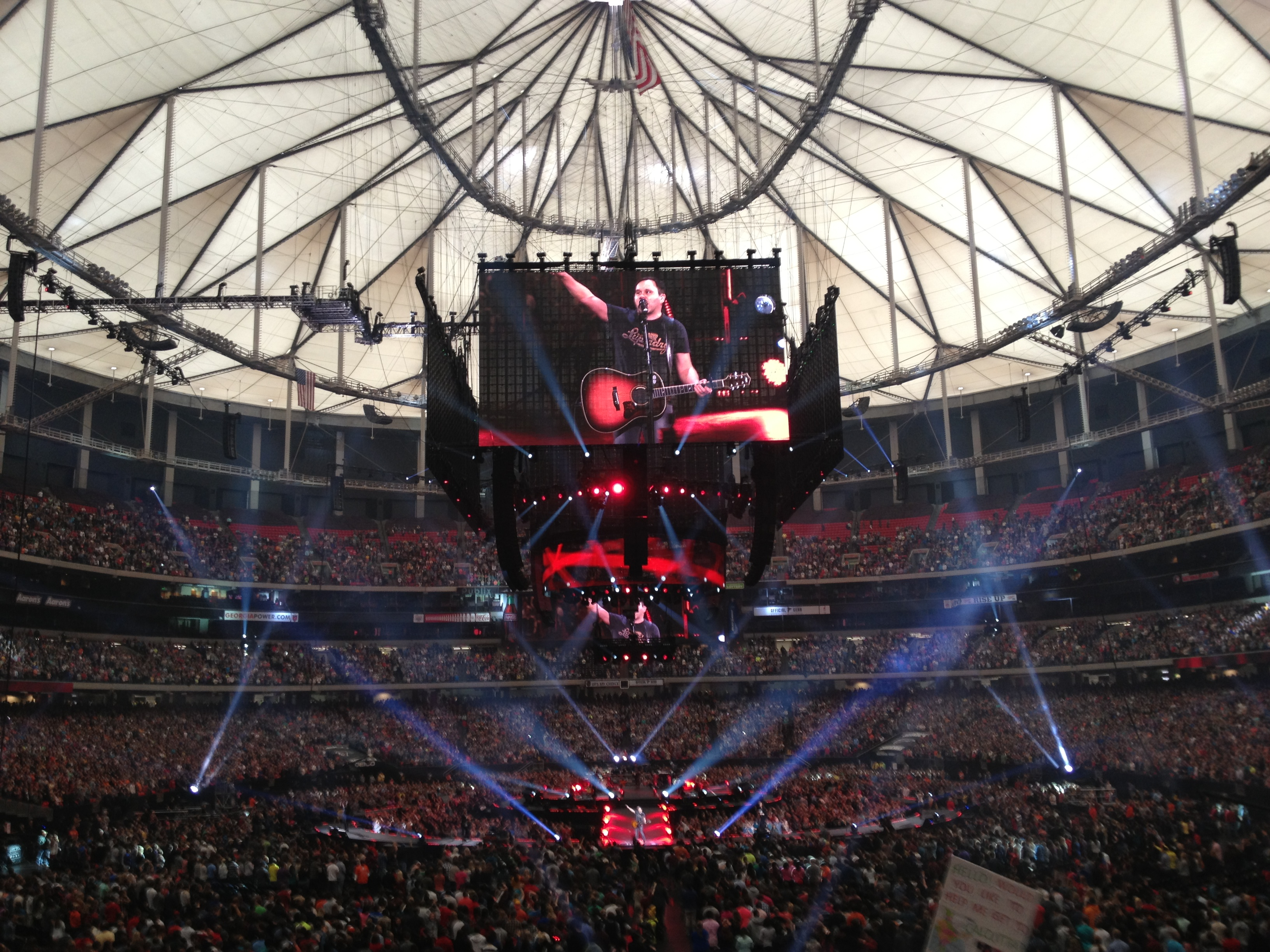
Edició del 2013 de la Passion Conferences, un festival de música a Geòrgia Dome a Atlanta (Geòrgia), Estats Units.

La paraula evangèlic té les seves arrels etimològiques en el llatí tardà evangelĭcus, que deriva del grec εὐαγγελικός euangelikós, i en els seus orígens, va ser utilitzada només com a adjectiu derivat de la paraula «evangeli». En l'actualitat, el terme «engloba esglésies i creients hereus de la tradició cristiana instituïda per la reforma protestant del segle XVI i els seus posteriors avivaments», de manera que inclou la majoria de les confessions de fe d'inspiració cristiana excepte l'Església Catòlica, les Esglésies ortodoxes autocèfales i l'Església Copta.
Aquest moviment es deriva essencialment de la Reforma radical anabaptista del segle xvi i la doctrina de l'⁣església de creients. Els principals moviments evangèlics són Esglésies baptistes, pentecostals i el moviment carismàtic. L'evangelisme també és present de manera més àmplia en altres branques protestants. Algunes denominacions cristianes evangèliques s'agrupen en l'Aliança Evangèlica Mundial.
Durant la reforma, els teòlegs protestants van acollir el terme en referència al que ells anomenaven «la veritat de l'evangeli». Martí Luter es referia a l'evangelische Kirche ('Església evangèlica') per distingir els protestants dels catòlics. El terme «evangèlic» es continua utilitzant actualment com a sinònim de protestant tradicional. Això es reflecteix en els noms de denominacions com l'⁣Església evangèlica a Alemanya (una unió d'Esglésies luteranes i calvinistes) i l'⁣Església evangèlica luterana als Estats Units.

## Orígens
El moviment evangèlic va guanyar gran impuls als segles segle xviii i segle xix amb el que es coneix com el Primer i Segon Gran Despertar, al Regne Unit i Amèrica del Nord, respectivament. Els seus orígens se solen traçar fins al metodisme anglès, l'⁣Església de Moràvia (en particular, la teologia del seu bisbe, Nicolaus Ludwig von Zinzendorf) i el pietisme luterà. Entre els líders i principals figures del moviment evangèlic hi ha John Wesley, George Whitefield, Jonathan Edwards, Charles Spurgeon, John Stott, Martyn Lloyd-Jones, William J. Seymour i Billy Graham.

## Creences
Cada església té una confessió de fe particular i comú si és membre d'una denominació cristiana.
L'Aliança Evangèlica Mundial fundada per les organitzacions evangèliques de 21 països, a la primera assemblea general a Woudschoten (Zeist) als Països Baixos el 1951 va establir una confessió de fe comuna. Però aquesta confessió de fe és resumida, ja que cada denominació cristiana evangèlica té particularitats teològiques.
Malgrat els matisos en els diversos moviments evangèlics, existeix un conjunt similar de creences per als moviments adherits a la doctrina de l'⁣Església de creients, sent els principals Anabaptisme, Esglésies baptistes i Pentecostalisme.
El cristianisme evangèlic reuneix diferents moviments de teologia evangèlica, les principals són conservadora fonamentalista o moderada i liberal.
En els moviments cristians evangèlics que s'adhereixen a la doctrina de l'⁣Església de creients, l'excomunió és utilitzada com a últim recurs per les denominacions i esglésies per als membres que no es volen penedir de creences o comportaments en desacord amb la confessió de fe de la comunitat. El vot dels membres de la comunitat pot restaurar una persona que se n'ha penedit.

### Miracles

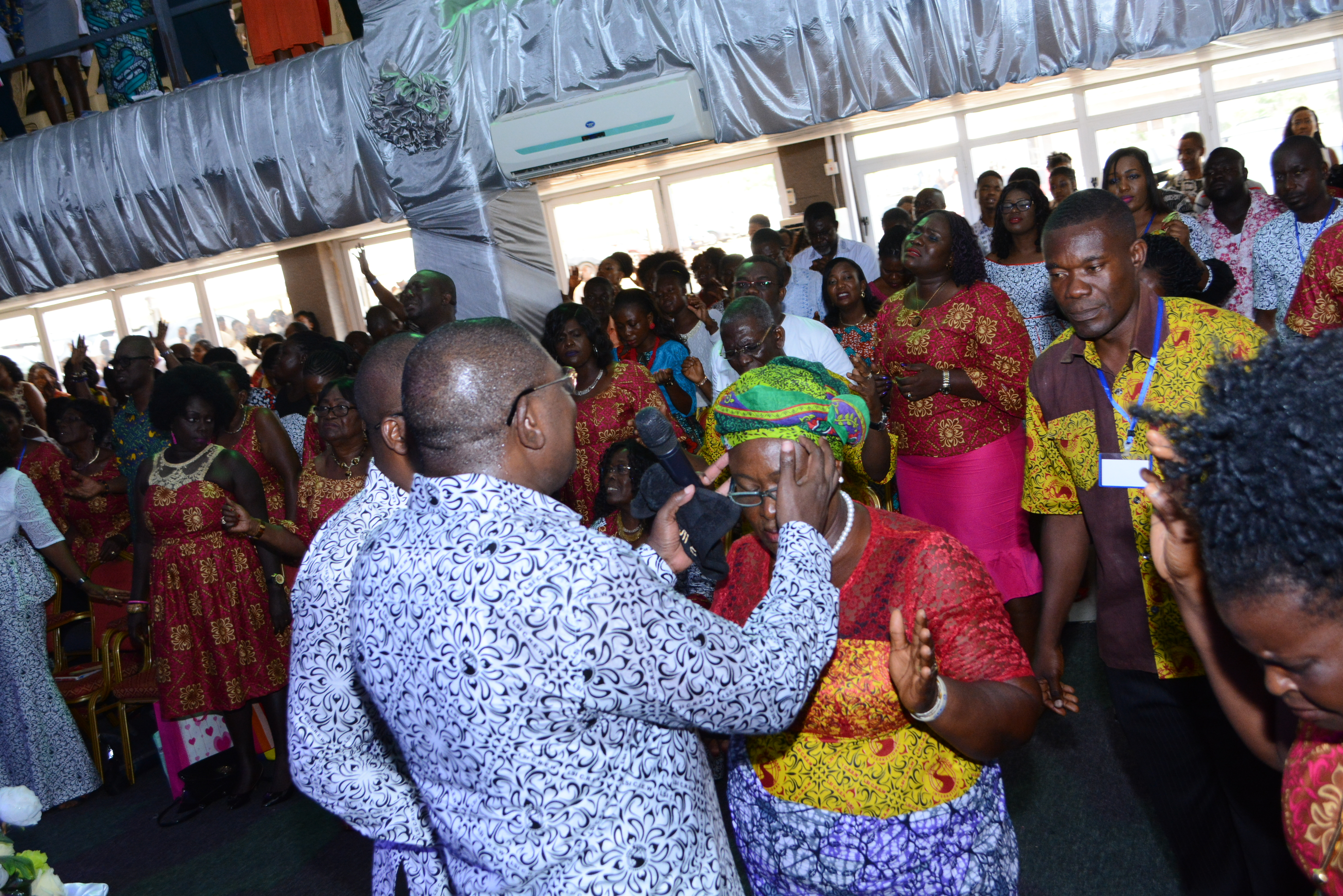
Imposició de les mans per a la curació a l'església Living Streams International Church, Acra, Ghana, 2018.

Per a la majoria dels cristians evangèlics, la inerrància bíblica «assegura» que els miracles descrits a la Bíblia són certs, continuen sent rellevants i poden ser presents a la vida del creient. Les curacions, els èxits acadèmics o professionals, el naixement d'un nen després de diversos intents, el final d'una addicció, etc., serien exemples tangibles de la intervenció de Déu amb la fe i la pregària, per l'⁣Esperit Sant. A la dècada de 1980, el moviment neo-carismàtic va tornar a emfatitzar els miracles i la curació per la fe. A certes esglésies, hi ha un lloc especial reservat per a curacions amb imposició de les mans durant el culte o per a campanyes d'evangelització. La curació per la fe o la curació divina es considera una herència de Jesucrist adquirida per la seva mort i resurrecció.

### Organitzacions
L'Església evangèlica local és l'organització que representa l'Església universal i és vista pels evangèlics com el cos de Jesucrist. Ella és responsable de l'ensenyament i les ordenances, és a dir, el baptisme del creient i la comunió. Moltes esglésies són membres d'una denominació nacional i internacional per a una relació cooperativa en organitzacions comunes, per a la missió i àrees socials, com ara ajuda humanitària, escoles, instituts teològics i hospitals. Algunes denominacions són membres d'una aliança nacional de l'⁣Aliança Evangèlica Mundial, un intent d'unir les diverses Esglésies.

### Ministeris

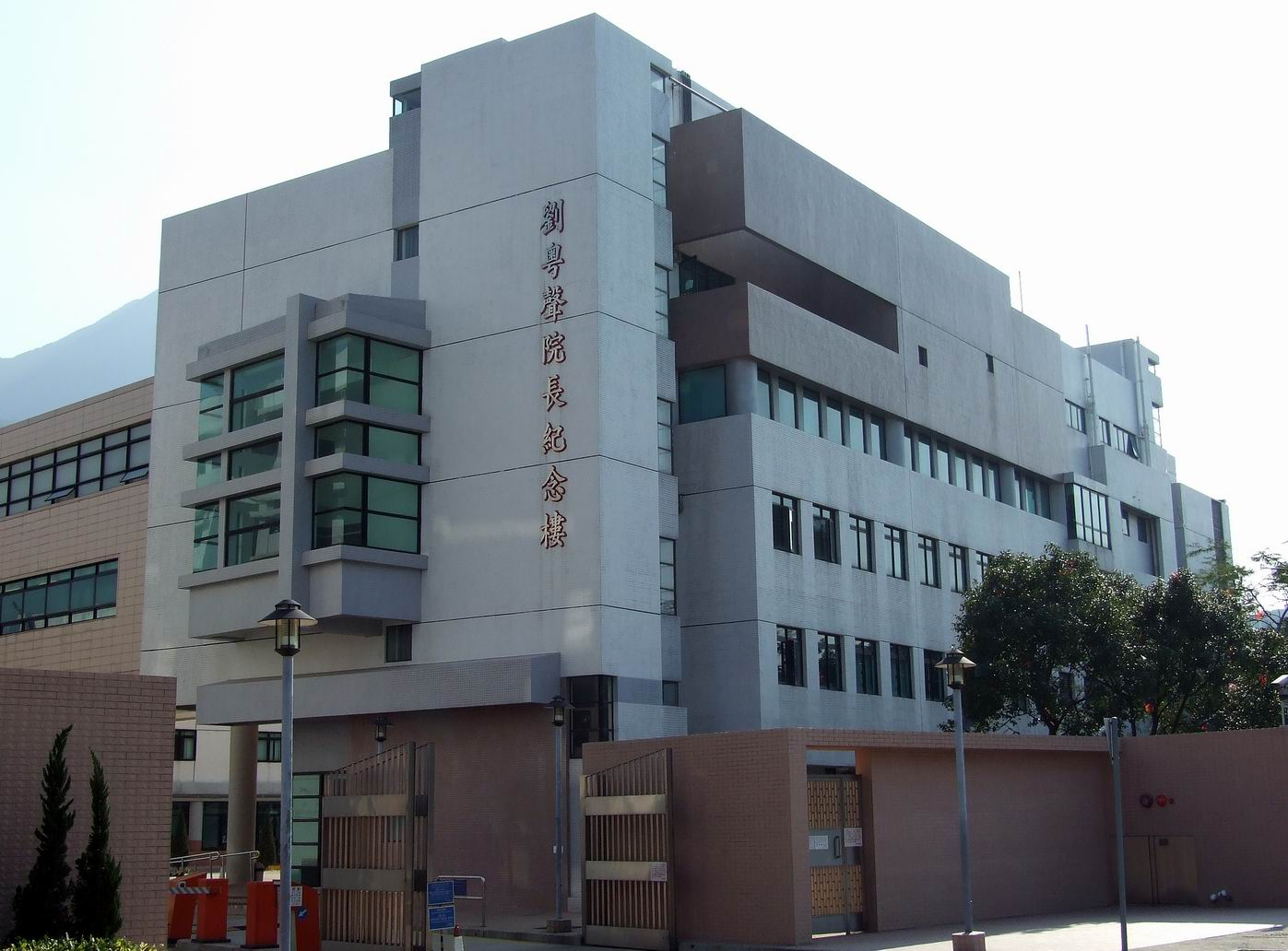
Seminari teològic baptista a Hong Kong, afiliat a la Convenció Baptista d'Hong Kong, 2008.

La gestió de l'Església està assegurada pels ministeris evangèlics que són principalment els diaca, cantor, evangelista i pastor. També poden estar presents altres ministeris, com l'⁣ancià amb funcions similars a les de pastor. A diverses comunitats, l'església està dirigida per un consell de gent gran, amb un fort èmfasi en la col·legialitat. Quan hi ha pastor, només és un dels membres del consell, sense autoritat superior. El ministeri de bisbe amb una funció de supervisió sobre les esglésies a escala regional o nacional és present en totes les denominacions cristianes evangèliques, fins i tot si els títols de president del consell o supervisor general s'utilitzen principalment per a aquesta funció. El terme bisbe es fa servir explícitament en certes denominacions. En algunes esglésies del moviment nova reforma apostòlica, hi ha cinc ministeris; els d'⁣apòstol, profeta, evangelista, pastor, professor.
La capacitació de ministres es porta a terme en una escola bíblica per un període que va des d'un any (certificat) a quatre anys (llicenciatura o màster) en teologia evangèlica. Els ministres es poden casar i tenir fills. El pastor generalment s'ordena en una cerimònia anomenada “consagració pastoral”.
Algunes denominacions evangèliques autoritzen oficialment el ministeri pastoral de dones a les esglésies. El ministeri femení es justifica, entre altres passatges bíblics, pel fet que Maria Magdalena va ser elegida per Jesús per anunciar la seva resurrecció als apòstols. La primera dona baptista que va ser pastora consagrada és la nord-americana Clarissa Danforth en la denominació Baptista del lliure albir el 1815. Posteriorment, també es van dur a terme altres ordenacions de pastores en diverses denominacions. El 1882, a les Esglésies Baptistes Americanes EE. UU. En les Assemblees de Déu dels Estats Units, en 1927. El 1965, a la Convenció Baptista Nacional, EE. UU. El 1969, a la Convenció Baptista Nacional Progressista. En 1975, a l'Església Quadrangular, en 1996 a l'Església de Déu Ministerial de Jesucrist Internacional.

### Culte

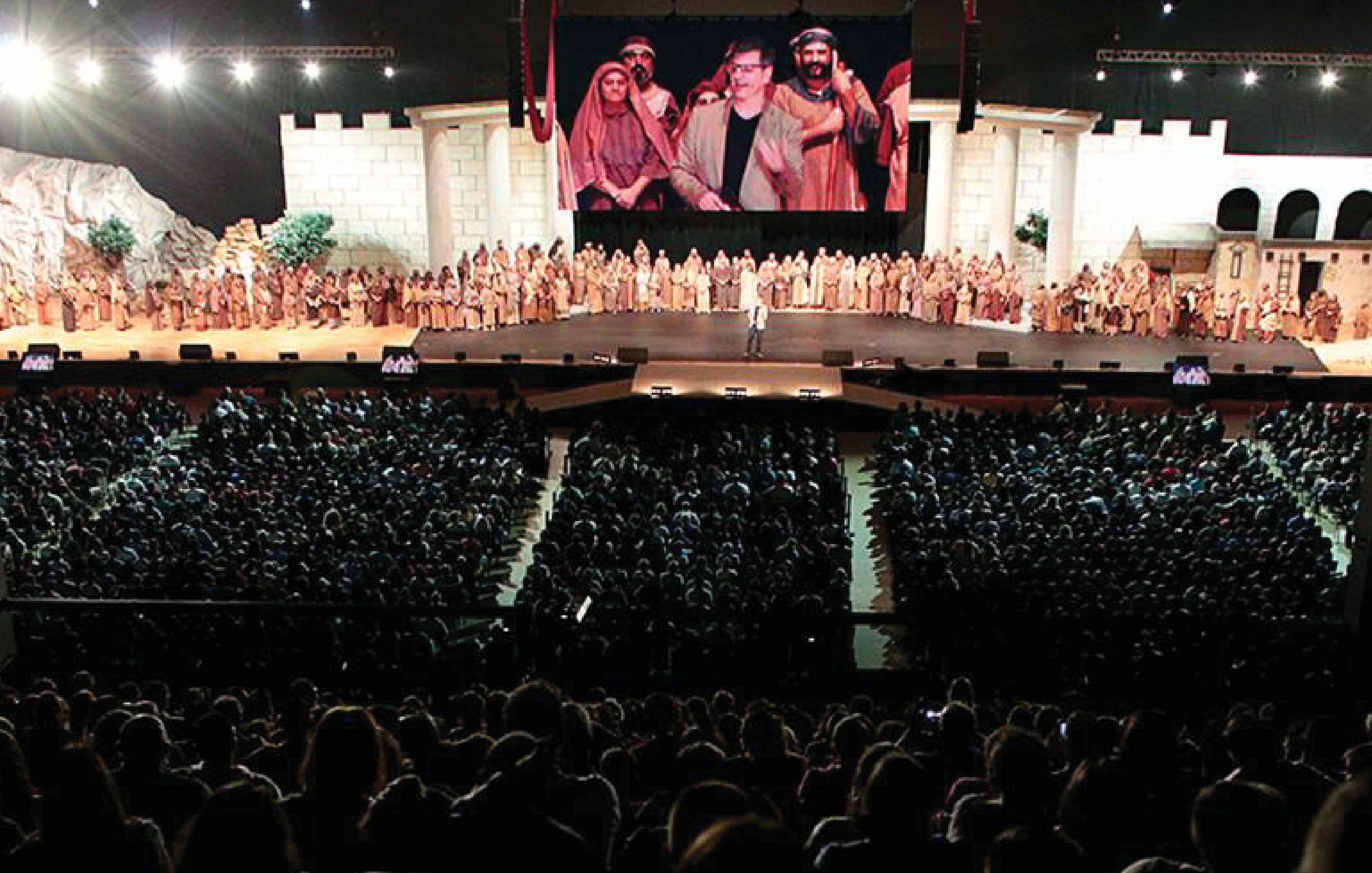
Espectacle sobre la vida de Jesús durant un servei a l'Església de la ciutat, afiliada a la Convenció Batista Brasilera, a São José dos Campos, 2017.

El culte a les esglésies evangèliques es veu com un acte d'adoració a Déu a la vida de l'Església. No hi ha litúrgia, ja que la concepció de l'adoració és informal. En general, les esglésies evangèliques són administrades o dirigides per un pastor. El culte conté dues parts principals, la lloança (música cristiana) i el sermó, acompanyada de la comunió periòdica. Durant el culte, generalment hi ha una guarderia per a nadons. Nens i joves reben una educació adaptada, escola dominical, en una sala a part.
Per als evangèlics, hi ha tres significats interrelacionats del terme adoració. Es pot referir a viure un “estil de vida agradable i centrat en Déu”, accions específiques de lloança a Déu i un servei públic d'adoració. La diversitat caracteritza les pràctiques d‟adoració evangèlica. Els estils d'adoració litúrgica, contemporània, carismàtica i sensibles al cercador es poden trobar entre les esglésies evangèliques. En general, els evangèlics tendeixen a ser més flexibles i experimentals amb les pràctiques d'adoració que les principals esglésies protestants.
Les principals festes cristianes celebrades pels evangèlics són Nadal, Pentecosta (per la majoria de les denominacions evangèliques) i Pasqua per a tots els creients.

### Llocs de culte

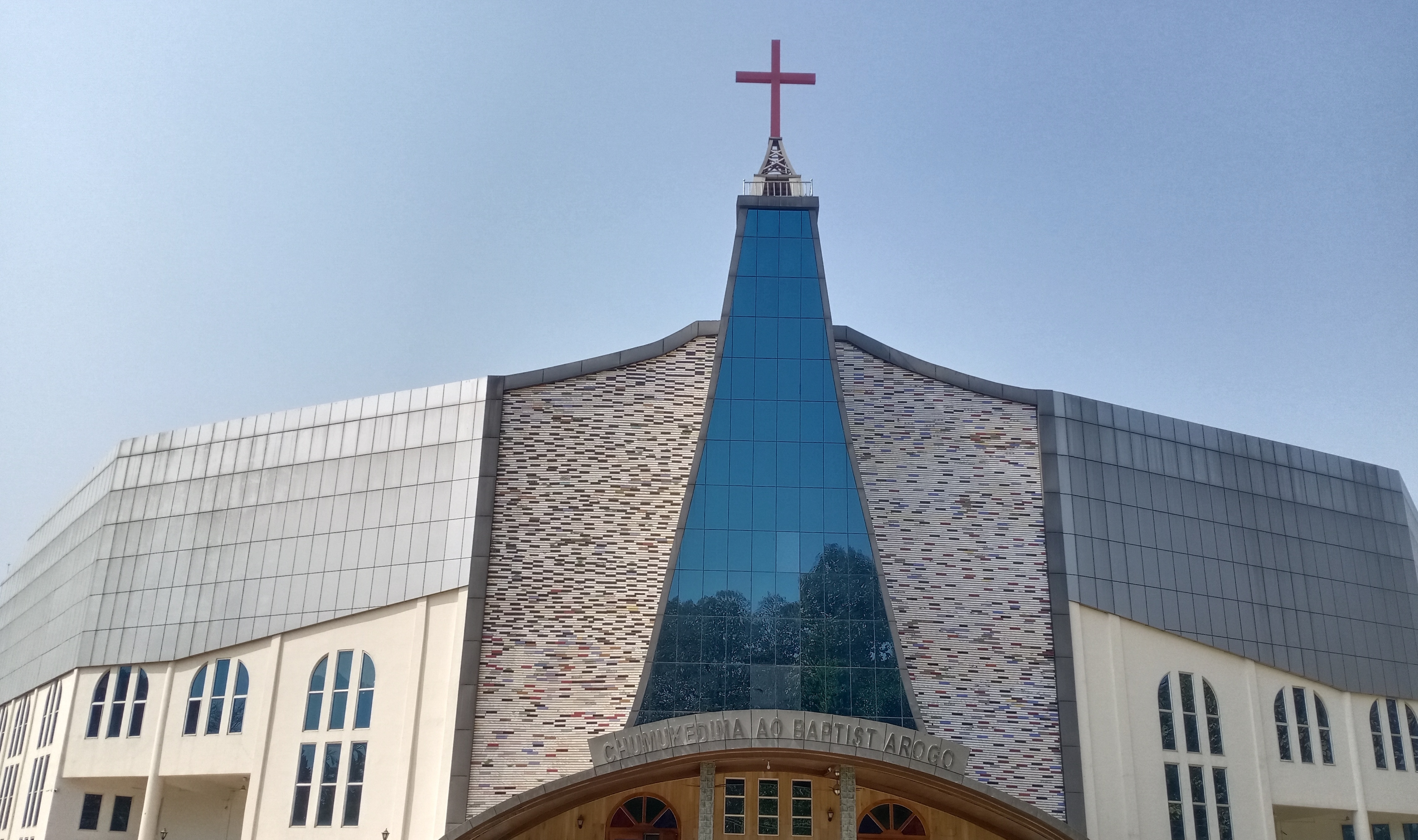
Edifici de Chumukedima Ao Baptist Church a Chumukedima, Kohima, afiliada al Concili de l'Església Baptista de Nagaland (Índia).

Els llocs de culte s'acostumen a anomenar "edificis d'església" o "temples". En algunes megaesglésies, a vegades s'usa la paraula "campus". L'arquitectura dels llocs de culte es caracteritza principalment per la sobrietat. La creu llatina és uno de los únics símbols espirituals que generalment es poden veure en l'edifici d'una església evangèlica per identificar el lloc. Alguns cultes es celebren en teatres, escoles o sales d'usos múltiples llogades els diumenges. A causa de la seva interpretació del segon dels Deu manaments, els evangèlics no tenen respresentacions religioses com escultures, icones o pintures als seus llocs de culte. Generalment hi ha un baptisteri en l'escenari de l'auditori, que també s'anomena santuari, o en una sala separada, pels baptismes per immersió.
En alguns països del món que apliquen xaria o el comunisme, les aprovacions governamentals pel culte són complexes per als evangèlics. A causa de la presència de persecució de cristians, s'han desenvolupat esglésies domèstiques. Per exemple, hi ha moviments evangèlics de les esglésies domèstiques Xina. Les reunions tenen lloc a cases particulars, en secret i de manera "il·legal".

## Educació
Les esglésies evangèliques han participat a establir escoles primàries i secundàries. També van permetre el desenvolupament de diversos col·legis bíblics, colleges i universitats als Estats Units durant el segle xix. S'han establert altres universitats evangèliques a diversos països del món.
El Consell de Col·legis i Universitats Cristianes va ser fundat el 1976 pel Christian College Consortium, una organització universitària cristiana evangèlica nord-americana, sota el nom Coalition for Christian Colleges. El 1999 tenia 94 escoles membres i va canviar el seu nom pel de Consell de Col·legis i Universitats Cristianes. El 2021, CCCU tenia 180 membres a 21 països. 150 estaven als Estats Units i Canadà i 30 en altres 18 països.
L'Associació Internacional d'Escoles Cristianes va ser fundada el 1978 per 3 associacions nord-americanes d'escoles cristianes evangèliques. Diverses escoles internacionals s'han unit a la xarxa. El 2021, tenia 23.000 escoles a 100 països.
El Consell Internacional per a l'Educació Teològica Evangèlica té els seus orígens en un projecte de xarxes regionals d'institut teològic evangèlics a la dècada de 1970. En 1980, va ser fundat oficialment per la Comissió Teològica de l' Aliança Evangèlica Mundial. El 2015, tindria 1000 escoles membres a 113 països.

## Ajuda humanitària

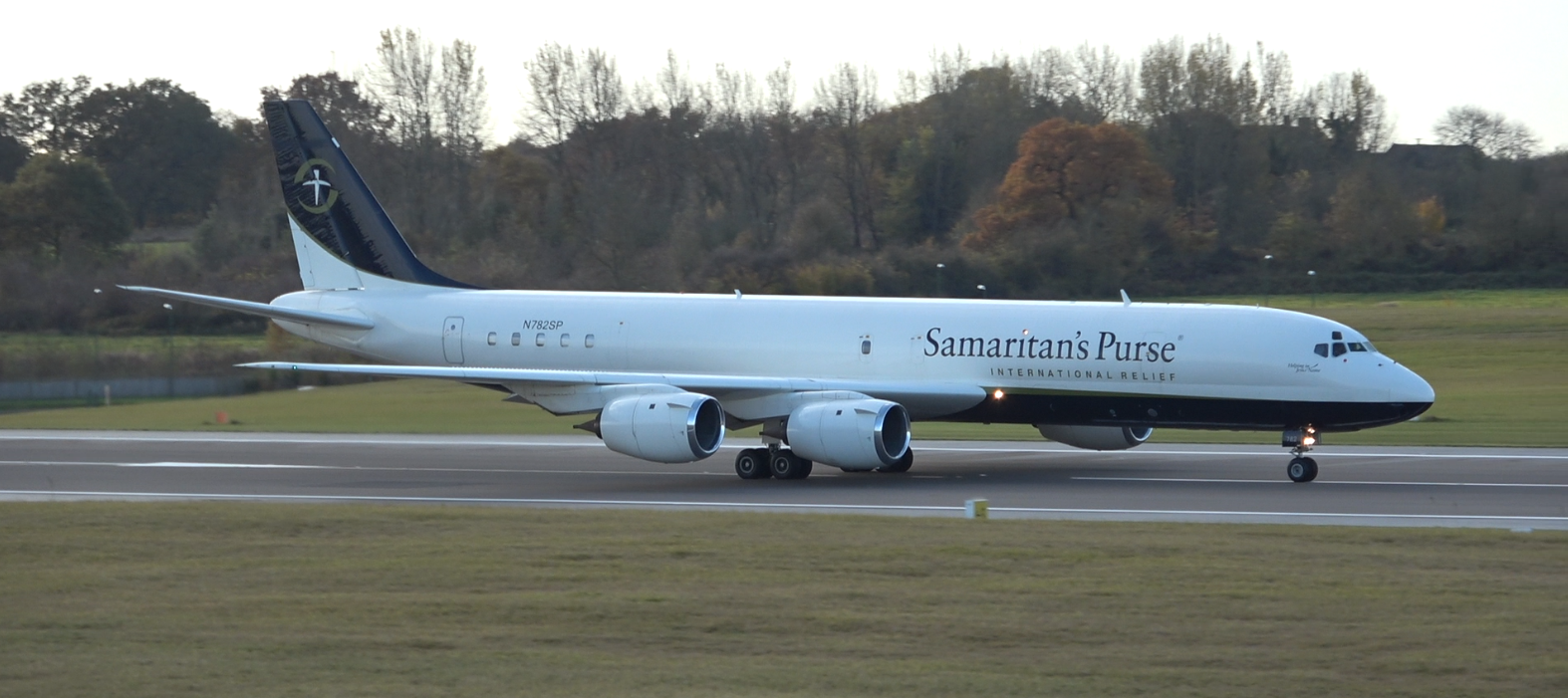
Un dels avions de Samaritan's Purse utilitzats per al transport d'emergència de necessitats bàsiques i treballadors humanitaris a Birmingham, Anglaterra, 2019.

A la dècada de 1940, als Estats Units, el neo-evangelicalisme va desenvolupar la importància de la justícia social i les accions humanitàries a les esglésies evangèliques. La majoria de les organitzacions cristianes evangèliques humanitàries es van fundar a la segona meitat del segle xx. Entre aquelles amb la majoria dels països socis, hi ha la fundació de World Vision International (1950), Samaritan's Purse (1970), Mercy Ships (1978), Prison Fellowship International (1979), International Justice Mission (1997). Segons el sociòleg Sébastien Fath, les esglésies cristianes evangèliques i les ONG que donen suport estan desenvolupant l'esperit empresarial humanitari internacional, les polítiques del qual estan tenint cada vegada més en compte.

## Estadístiques
D'acord amb les xifres de l'Aliança Evangèlica Mundial, el 2015 hi havia 600 milions d'evangèlics a tot el món.
Segons un estudi de Pew Forum, la xifra el 2011 era de 285 milions, que representaven el 13,1 % de la població total de cristians i el 4,1 % de la població mundial. Aquestes xifres no inclouen les Esglésies evangèliques del moviment pentecostal ni les del moviment neopentecostal (o carismàtic), els membres del qual són uns 584 milions de persones. L'estudi estableix que la categoria d'evangèlics no s'ha de considerar com una categoria separada de les categories de pentecostals i carismàtics, ja que alguns creients es consideren a si mateixos en ambdós moviments, i la seva Església està afiliada a una associació evangèlica.
Segons Sébastien Fath del CNRS (Centre Nacional per a la Recerca Científica), el 2016 hi havia 619 milions d'evangèlics al món, és a dir, 1 de cada 4 cristians, i el 2017, al voltant de 630 milions, la qual cosa suposa un augment d'11 milions (les xifres inclouen els pentecostals).

## Controvèrsies
Les ofrenes i el delme ocupen molt de temps als cultes. Les col·lectes d'ofrenes són múltiples o separades en diversos cistells o sobres per tal d'estimular les contribucions dels fidels. El 2023, les esglésies evangèliques nord-americanes que fan del delme una pràctica obligatòria i supervisada van ser demandades per tàctiques de pressió psicològica.
Des de la dècada de 1970, diversos escàndols financers de malversació de fons han estat reportats a esglésies i organitzacions evangèliques. El Consell Evangèlic per a la Responsabilitat Financera va ser fundat el 1979 per enfortir la integritat financera a les organitzacions i esglésies evangèliques que voluntàriament desitgen ser membres i sotmetre's a auditories comptables anuals.
Algunes esglésies i organitzacions evangèliques han estat criticades per víctimes de violació i violència domèstica per portar en silenci casos d'abús per part de pastors o membres. La manca de denúncia d'abusos a la policia sembla ser principalment present a esglésies que no són membres de denominació cristiana evangèlica, o afiliades a denominacions que atorguen gran importància a una gran autonomia de les esglésies. L'organització evangèlica GRACE va ser fundada el 2004 pel professor baptista Boz Tchividjian per ajudar les esglésies a combatre abús sexual, abús psicològic i abús físic en organitzacions cristianes.
El 2018, el professor nord-americà Scot McKnight del Northern Baptist Theological Seminary va criticar les mega esglésies evangèliques per la feble relació de responsabilitat externa dels seus líders en no ser membres de denominació cristiana, exposant-los encara més a l'abús de poder.
El fet que els evangèlics fan evangelisme i parlen sobre la seva fe en públic és sovint és quelcom criticat pels mitjans i associat amb un cert proselitisme. Segons els evangèlics, la llibertat de culte i la llibertat d'expressió els permet parlar sobre la fe com qualsevol altra cosa. Les pel·lícules cristianes produïdes per productores evangèliques nord-americanes també són regularment associat amb proselitisme. Segons Sarah-Jane Murray, professora d'escriptura de guions a la Comissió de Cinema i Televisió Cristiana dels EUA. UU., les pel·lícules cristianes són obres d'art, no proselitisme. Per a Hubert de Kerangat, gerent de comunicacions de Saje distribution, distribuïdor d'aquestes pel·lícules cristianes americanes a França, si les pel·lícules cristianes són "proselitistes", totes les pel·lícules ho són, ja que cada pel·lícula transmet un missatge, ja sigui que el espectador sigui lliure d'aprovar-ho o no.